# Nic Fink
Nicolas Fink, detto Nic (Houston, 3 luglio 1993), è un nuotatore statunitense, specializzato nella rana.

## Biografia
Ai XVIII Giochi panamericani di Lima 2019 si è laureato campione continentale nella staffetta 4x100 m misti, stabilendo il record dei Giochi in finale con Daniel Carr, Thomas Shields e Nathan Adrian, grazie al tempo di 3'30"25. Ha inoltre guadagnato la medaglia d'argento nei 200 m rana, terminando alle spalle del connazionale William Licon.
Ha rappresentato gli Stati Uniti ai Giochi olimpici estivi di Tokyo 2020, classificandosi quinto nei 200 m rana.
Ai mondiali di Budapest 2022 ha vinto la medaglia d'oro nei 50 m rana e nella staffetta 4x100 m misti mista, l'argento nella 4x100 m misti e il bronzo nei 100 m rana, dietro all'italiano Nicolò Martinenghi e all'olandese Arno Kamminga. L'anno successivo a Fukuoka vince l'oro nella 4x100 m misti, mentre nell'edizione del 2024 a Doha vince per la prima volta l'oro iridato nei 100 m rana, si conferma nella staffetta 4x100 m misti e torna sul gradino più alto del podio nella staffetta 4x100 m misti mista. Alle Olimpiadi di Parigi sale invece sul secondo gradino del podio nei 100 metri rana e nella staffetta 4x100 metri misti e vince la staffetta 4x100 metri misti mista in 3'37"43, nuovo record del mondo della specialità.

## Palmarès
- Olimpiadi

Parigi 2024: oro nella 4x100m misti mista, argento nei 100m rana e nella 4x100m misti.
- Mondiali:

Budapest 2022: oro nei 50m rana e nella 4x100 m misti mista, argento nella 4x100m misti e bronzo nei 100m rana.
Fukuoka 2023: oro nella 4x100m misti, argento nei 50m rana e nei 100m rana, bronzo nella 4x100m misti mista.
Doha 2024: oro nei 100m rana, nella 4x100m misti e nella 4x100m misti mista, bronzo nei 50m rana e nei 200m rana.
- Mondiali in vasca corta:

Abu Dhabi 2021: oro nei 50m rana, nei 200m rana e nella 4x50m misti, argento nella 4x100m misti e nella 4x50m misti mista, bronzo nei 100m rana.
Melbourne 2022: oro nei 50m rana, nei 100m rana, nella 4x100m misti e nella 4x50m misti mista, argento nei 200m rana e nella 4x50m misti.
- Campionati panpacifici

Gold Coast 2014: argento nei 200m rana.
- Giochi panamericani

Lima 2019: oro nella 4x100m misti e argento nei 200m rana.
- Mondiali giovanili

Lima 2011: oro nella 4x100m misti.